# Christiane Yandé Diop
Christiane Yandé Diop, Sénégalaise née le 27 août 1925, est la directrice de la maison d'édition Présence Africaine.

## Biographie
Christiane Yandé Diop, née le 27 août 1925 à Douala au Cameroun, est la fille d'un agent des chemins de fer français . Christiane Yandé Diop est l'épouse de Alioune Diop, fondateur de la maison d'édition Présence Africaine. Elle en est devenue la directrice après le décès de son époux en 1980,.
Elle a reçu la décoration de chevalier de la Légion d'honneur le 8 avril 2009, au palais de l'Élysée.
Le 2 novembre 2019, dans les locaux de l'Organisation internationale de la francophonie, Christiane Yandé Diop reçoit la décoration de grand-croix de l'ordre national du Lion des mains de Macky Sall, président de la République du Sénégal.
Elle reçoit également le grade d'officier de la Légion d'honneur le 18 octobre 2021 à l'Hôtel de Ville de Paris, en présence de George Pau-Langevin, ancienne ministre et ancienne députée de Paris.